# Атомная энергетика Финляндии
Атомная энергетика Финляндии — в Финляндии работают две АЭС («Ловииса» и «Олкилуото»). Суммарная мощность реакторов 4394 МВт. Кроме того, в стране действовал, до 2015 г., один исследовательский реактор. 
В 2017 году доля электроэнергии, произведённой на АЭС Финляндии, составила 33,18 % от общего потребления электроэнергии в стране, атомные станции страны выработали 22,6 млрд кВт·ч электроэнергии. В 2023 году доля электроэнергии, произведённой на всех двух АЭС Финляндии АЭС «Ловииса» и АЭС «Олкилуото», составила 41,96 % от общего потребления электроэнергии в стране.

## АЭС «Ловииса»

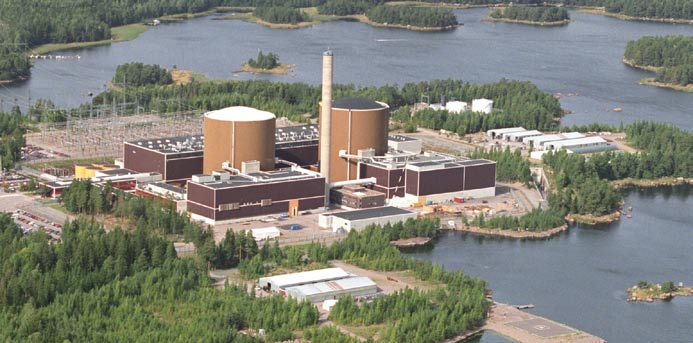
АЭС «Ловииса»

Первая финская АЭС «Ловииса» (фин. Loviisa) находится на острове Хястхолмен, в 15 км юго-восточнее города Ловийса.
Принадлежит государственной компании Fortum (до 1998 года — IVO).
Два реактора с водой под давлением (PWR, Pressurised Water Reactor) ВВЭР-440 станции были изготовлены на Ижорском заводе, также в Советском Союзе были произведены турбины, генераторы и другое оборудование. Станция была оснащена системами безопасности и управления западного производства. Строительную часть выполнили финские компании.
Первый реактор начал работу в феврале 1977 года, второй — в ноябре 1980 года. 

В результате реконструкции 1997—2002 гг. мощность каждого реактора была поднята с первоначальных 440 МВт до 488 МВт, а в 2010-е годы — и до 510 МВт. 
В 2017—2018 гг. была проведена ещё одна модернизация в ходе которой мощность обоих реакторов была увеличена до 531 МВт. Оба реактора АЭС Ловииса производят более 10 % потребляемой в Финляндии электроэнергии.

## АЭС «Олкилуото»

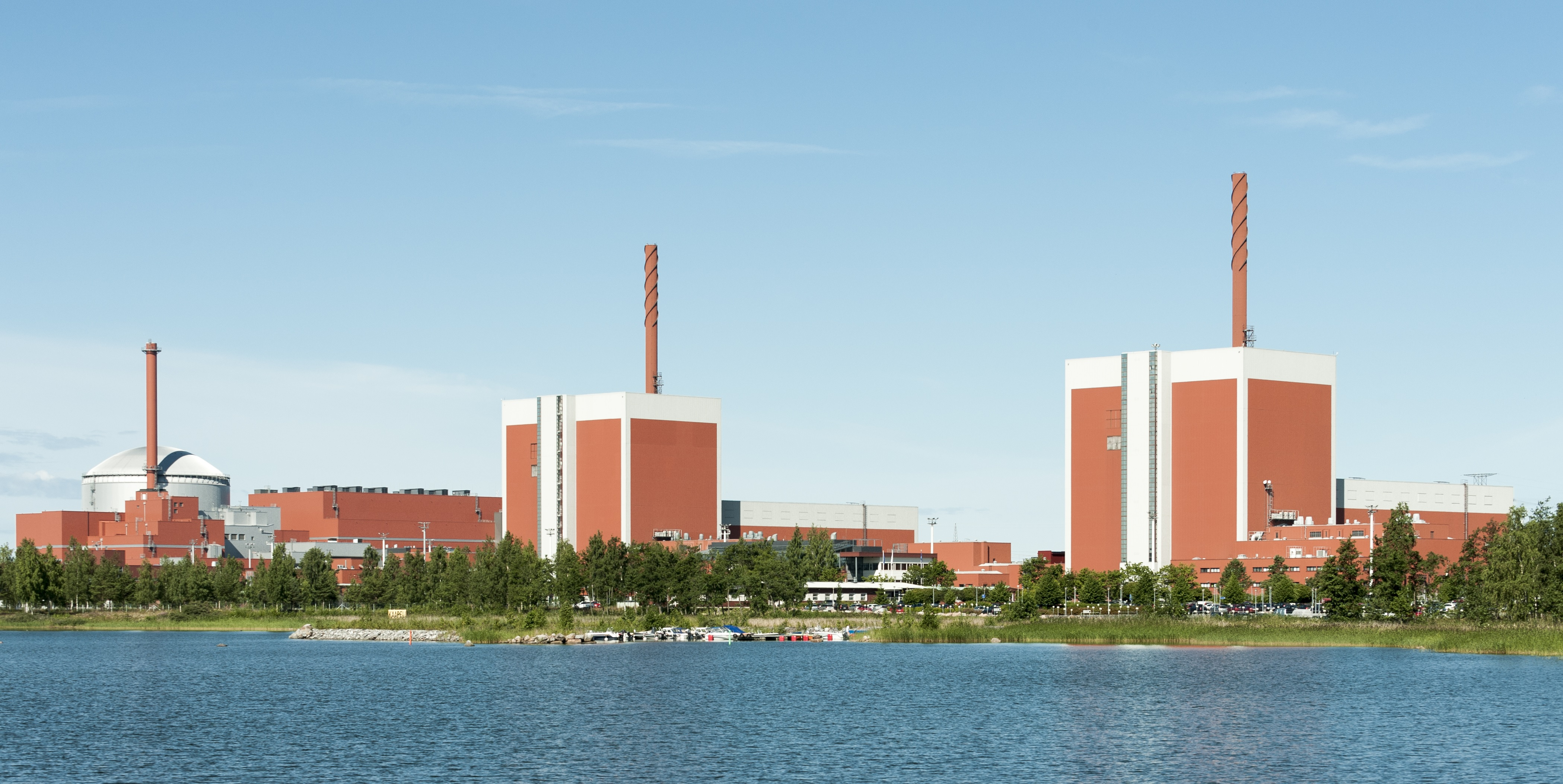
АЭС Олкилуото

АЭС «Олкилуото» (фин. Olkiluoto) находится на побережье Ботнического залива Балтийского моря, на острове Олкилуото, входящим в состав коммуны Эурайоки.
Принадлежит компании Teollisuuden Voima Oy (TVO) (43 % акций TVO принадлежат государству (из них 27 % — государственной компании Fortum), а 57 % — частным компаниям, в основном предприятиям тяжёлой промышленности).
Два реактора BWR-2500 станции производят более 16 % потребляемой в Финляндии электроэнергии.
Строительство АЭС началось в начале 1974 года, второго энергоблока — в сентябре 1975 года. Станция строилась «под ключ» шведским концерном ABB с использованием собственных технологий. Первый энергоблок был подключён к национальной энергосистеме в сентябре 1978 года, второй — в феврале 1980 года.
В ходе двух реконструкций 1984 и 1998 годов мощность реакторов была повышена с первоначальных 660 МВт до 710 и 840 МВт соответственно. В ходе третьей модернизации в 2005-2006 годах мощность была увеличена до 860 МВт. 
В 2010-2011 гг. в ходе капитального ремонта станции мощность обоих реакторов увеличена ещё на 20 МВт до 880 МВт. 
А в 2017-2018 гг. была проведена последняя модернизация которая увеличила мощность каждого из энергоблоков до 890 МВт. 

Станция будет действовать минимум до 2038 года.

### Вторая очередь
В ноябре 2000 года компания TVO подала в правительство страны заявку на строительство пятого ядерного реактора. В январе 2002 года правительство одобрило заявку 10 голосами против 6. 24 мая 2002 года парламент Финляндии проголосовал за строительство в стране пятого энергоблока АЭС, «За» проголосовали 107 депутатов, против — 92 депутата; это было первое решение о строительстве ядерного реактора в Европе за предыдущие более чем 10 лет (в 1993 году аналогичное предложение было финляндским парламентом отклонено).
В марте 2003 года на тендер были выдвинуты четыре проекта от трёх поставщиков: Framatome ANP (совместного предприятия французской компании «Framatome» и германского концерна Siemens AG), General Electric (США) и Атомстройэкспорт (Россия).
В октябре 2003 года TVO объявила, что выбран реактор EPR консорциума Framatome ANP, а в декабре, после официального закрытия тендера, подписала контракт стоимостью 3 млрд евро.
В октябре 2003 года было решено, что пятый энергоблок будет построен на АЭС «Олкилуото». В январе 2005 года коммуна Эурайоки выдала разрешение на строительство, а 17 февраля правительство страны приняло окончательное решение о строительстве.  Предполагалось, что энергоблок будет введен в эксплуатацию в 2010 году. В итоге, третий блок начал вырабатывать электроэнергию и был подключен к национальной сети в апреле 2022 года. Реактора типа EPR (блок 3) имеет мощность 1600 МВт, что делает его в настоящее время самым мощным блоком атомной электростанции в Европе и третьим по мощности в мире. Коммерческая эксплуатация третьего энергоблока началась 16 апреля 2023 года. Все три реактора АЭС Олкилуото производят более 30 % потребляемой в Финляндии электроэнергии. 

## Действующие энергетические реакторы
| Реактор     | Год пуска | Год запуска в коммерческую эксплуатацию | Расчетный срок эксплуатации, лет | Мощность при запуске, МВт | Нынешняя мощность, МВт | Выработка электроэнергии, ГВт·ч (2015) | Коэффициент использования установленной мощности (2015) |
| ----------- | --------- | --------------------------------------- | -------------------------------- | ------------------------- | ---------------------- | -------------------------------------- | ------------------------------------------------------- |
| Ловииса 1   | 1977      | 1977                                    | 50                               | 440                       | 531                    | 4026                                   | 92,7 %                                                  |
| Ловииса 2   | 1980      | 1981                                    | 50                               | 440                       | 531                    | 4039                                   | 92,6 %                                                  |
| Олкилуото 1 | 1978      | 1979                                    | 60                               | 660                       | 890                    | 7397                                   | 95,7 %                                                  |
| Олкилуото 2 | 1980      | 1981                                    | 60                               | 660                       | 890                    | 6964                                   | 93,5 %                                                  |
| Олкилуото 3 | 2022      | 2023                                    |                                  | 1600                      | 1600                   |                                        |                                                         |

## Проект: АЭС Ханхикиви-1
5 октября 2011 года было объявлено о месте строительства новой атомной электростанции в Финляндии: это будет мыс Ханхикиви в общине (муниципалитете) Пюхяйоки провинции Северная Остроботния (на берегу Ботнического залива, примерно в 100 км к югу от Оулу). В СМИ встречаются различные названия этой станции — АЭС Пюхяйоки, АЭС Ханхикиви, АЭС Ханхикиви-1, однако, официальное название - АЭС «Ханхикиви-1». 
Первоначально планировалось, что строительство станции начнётся в 2015 году, станция будет запущена в 2020 году, а её максимальная мощность составит 1800 мегаватт. 
Изначально велись переговоры с компаниями Areva и Toshiba.
3 июля 2013 года финской компанией «Fennovoima» и ЗАО «Русатом Оверсиз», дочерним предприятием российской госкорпорации «Росатом», было подписано соглашение о разработке проекта с целью подготовки к подписанию контракта на строительство станции. В сентябре 2014 года правительство Финляндии одобрило проект строительства АЭС при участии России, предусматривающий использование российского реактора ВВЭР-1200; станция должна была быть построена к 2024 году Однако, согласование проектной документации с требованиями финского регулятора потребовало дополнительных ресурсов и времени (изначально компания планировала получить разрешение на строительство в 2021 году, однако далее этот срок был перенесён на первую половину 2022; начало самого строительство отодвинуто на 2023 год, а ввод в эксплуатацию – на 2029). Процесс получения разрешения финского регулятора был прерван в мае 2022 расторжением контракта на строительство со стороны заказчика, финской компании Fennovoima, в связи со вторжением России на Украину. 

## Исследовательский реактор
На территории кампуса Отаниеми (Otaniemi) в городе Эспоо, с 1962 года работал исследовательский реактор FiR 1 (Финляндский реактор 1) типа TRIGA Mark II тепловой мощность 250 киловатт.
Это был первый ядерный реактор в Финляндии. Он был введен в эксплуатацию в 1962 году и был окончательно остановлен в 2015 году. Сначала реактор эксплуатировался Хельсинкским технологическим университетом, а с 1971 года — Центром технических исследований Финляндии VTT.

## Хранение ядерных отходов
По состоянию на 2010 год обе финские АЭС нарабатывали примерно 70 тонн ядерных отходов ежегодно.
До 1996 года отработанное ядерное топливо АЭС «Ловииса» возвращалось в Россию на комбинат «Маяк». 
Поправка 1994 года к финскому закону о ядерной энергии 1987 года оговаривала, что отработанное топливо должно оставаться в пределах страны.
Для решения проблемы окончательного захоронения отработанного ядерного топлива Teollisuuden Voima (TVO) и Fortum создали в 1995 году совместное предприятие Posiva Oy. 
После проведённых компанией исследований в мае 2001 года парламент Финляндии 159 голосами против 3 проголосовал за строительство могильника на территории коммуны Эурайоки. Планируется, что это хранилище, имеющее название «Онкало» (фин. Onkalo) будет введено в эксплуатацию к 2020 году/обновить/, будет расширяться в течение XXI века и будет законсервировано в начале XXII века. 
Предприятие Posiva отвергло предложение правительства Финляндии о принятии на захоронение в могильник в Соткамо отходов компании «Фенновойма» (Fennovoima).[прояснить]
В 2010 году состоялась премьера документального фильма «Навстречу вечности» (англ. Into Eternity), посвящённого строительству этого объекта.